# Eva Loschky
Eva Loschky (* 10. März 1953  in Ludwigshafen am Rhein) ist eine deutsche Sängerin, Logopädin und Stimmexpertin.
Nach ihrer Ausbildung zur klassischen Sängerin an der Hochschule der Künste in Berlin von 1972 bis 1976 bei Elisabeth Grümmer, arbeitete sie als Logopädin an der Poliklinik für Stimm- und Sprachkranke an der Freien Universität Berlin und erhielt verschiedene Lehraufträge.
1999 entwickelte sie ihre eigene Loschky-Methode®, ein körperorientiertes Stimmtraining. Die Autorin mehrerer Fachbücher- und Artikel wird seitdem als Logopädin, Trainerin und Vortragsrednerin gebucht.

## Werke
Als Autor
- Souveräne Stimme unter Druck und Stress: Hörbuch von und mit Eva Loschky. Audio-CD, ISBN 978-3869740997
- Mit der Stimme begeistern und überzeugen: Stimmtraining von und mit Eva Loschky. Audio-CD, ISBN 978-3869740058
- Gut klingen – gut ankommen: Effektives Stimmtraining mit der Loschky-Methode®. Taschenbuch, ISBN 978-3442169894

Als Mitautor
- Generation Erfolg: So entwickeln Sie Persönlichkeit. ISBN 978-3466308798
- Die besten Ideen für eine starke Persönlichkeit: Erfolgreiche Speaker verraten ihre besten Konzepte und geben Impulse für die Praxis. ISBN 978-3869361086